# Ballo in maschera da Scotland Yard
Ballo in maschera da Scotland Yard (en alemán: Maskenball bei Scotland Yard) es una película italo-austriaca de 1963 dirigida por Domenico Paolella.

## Sinopsis
A Agostino Celli, que parece un poco tonto pero amable, se le considera loco, porque asegura que ha desarrollado un dispositivo con el que una persona puede ingresar dentro de un programa de televisión en el momento de su emisión, y es enviado a un hospital psiquiátrico. Solo su amigo, el publicista Giorgio Bonetti, le cree y por eso hace todo lo posible para sacar a su amigo de esta situación. Apenas libre, Agostino utiliza inmediatamente su invento, en beneficio de la tía de Giorgio, propietaria de una pequeña fábrica de pasteles.
Con su innovador invento, Agostino usa el programa de televisión para estimular la venta de pasteles de la tía a un nivel abrumador y promocionar los productos. El éxito del invento de Agostino pronto lleva al siniestro Sr. Funke a querer robar el invento haciéndose pasar por representante de la estación de televisión. El arma secreta de Funke es la seductora Brenda, que sigue los pasos de Giorgio y Agostino, pero la rubia termina enamorándose de Giorgio, y ella los ayuda así a llevar los pasteles a las amas de casa. Mientras tanto, la policía no se ha quedado de brazos cruzados y lidera la búsqueda de los dos «alborotadores» de programas.

## Reparto
- Bill Ramsey: Agostino Celli.
- Stelvio Rosi: Giorgio Bonetti.
- France Anglade: Brenda.
- Raoul Retzer: Funke.
- Elisabeth Stiepl: Tía.
- Trude Herr: Maddalena.
- Carlo Delle Piane: Matteo.
- Rudolf Carl: Psiquiatra.
- Herbert Fux: Policía.

## Recepción
El Lexikon des internationalen Films escribió: «La invención de un loco, con cuya ayuda uno puede aparecer en cualquier programa de televisión, es la ocasión para una trama intercalada de éxitos, cuya pobreza rápidamente paraliza la idea realmente divertida».
Paimann's Filmlisten lo resumió: «La payasada probablemente suavizada por la coproducción en una trama descabellada con un reparto mixto y tomas exteriores romanas».